# Pronoe (Gattin des Kaunos)
Pronoe (altgriechisch Προνόη Pronóē, deutsch ‚die Vorsorgende, die Vorausdenkerin‘) ist in der griechischen Mythologie eine lykische Najade.
Sie erschien dem vor der Liebe seiner Schwester Byblis flüchtenden Kaunos und verkündete ihm deren Selbstmord. Sie wurde seine Frau, wodurch Kaunos zum Herrscher des Landes wurde und bekam mit ihm Aigialos, der nach dem Tod des Vaters die Herrschaft übernahm und eine Stadt gründete, die er nach seinem Vater benannte.